# Kepler-12 b
Kepler-12 b est une exoplanète en orbite autour de Kepler-12, une étoile de type spectral G0 un peu plus grande et plus massive que le Soleil située à environ 2 950 années-lumière (904 pc) du Système solaire dans la constellation de la Lyre. La découverte de Kepler-12b a été annoncée le 9 septembre 2011 par J. J. Fortney et al. travaillant sur le télescope spatial Kepler.
Il s'agit d'une planète de type Jupiter chaud ayant moins de 45 % de la masse de Jupiter mais pas moins de 490 % du volume jovien en raison vraisemblablement d'un phénomène d'inflation de son atmosphère provoqué par la très grande proximité de son étoile parente : cette planète orbite en effet en 4,4 jours à moins de 0,056 UA d'une étoile plus lumineuse que le Soleil ; la masse volumique globale de cet astre s'établit ainsi à seulement 0,111 g·cm-3.